# Carlo Ubbiali
Carlo Ubbiali (Bérgamo, 22 de setembro de 1929 – Bérgamo, 2 de junho de 2020) foi um motociclista italiano, campeão mundial de 250cc em 1956, 1959 e 1960.

## Morte
Morreu no dia 2 de junho de 2020 em Bérgamo, aos 90 anos.